# Canal Robeson
El canal Robeson (en inglés, Robeson Channel; en francés, Passage Robeson; en danés, Robeson Kanalen) es un cuerpo de mar del Ártico, situado entre Groenlandia y la isla de Ellesmere, la más septentrional de las islas del archipiélago ártico canadiense. Es el quinto y último de los tramos del estrecho de Nares —un estrecho que une bahía Baffin, al sur, con el mar de Lincoln, un brazo del océano Ártico, al norte— y conecta las aguas de cuenca Hall, al sur, con las del mar de Lincoln, al norte. 
El canal, y todas las aguas próximas, permanecen congeladas generalmente casi todo el año y los pocos días que están libres de hielo son muy peligrosas para la navegación. Las costas que dan al canal están deshabitadas, aunque Alert, el lugar habitado permanentemente más al norte de la Tierra, se encuentra cerca, a menos de 15 km al oeste de su desembocadura.

## Geografía
Las aguas del canal Robeson forman parte del estrecho de Nares: comienzan en la parte septentrional de la cuenca Hall —pasada una línea entre punta Cartmel (tras bahía St Patrick, en la costa oriental de isla Ellesmere), y cabo Lupton (costa occidental de Groenlandia), de unos 35 km de anchura—; tienen aproximadamente 100 km de longitud en dirección SSO-NNE (y con una anchura media entre 30 y 40 km, salvo en la parte final, que se abre hasta los 100 km); y acaban en el mar de Lincoln —en otra línea entre cabo Sheridan (Ellesmere) y cabo Bryant (Groenlandia), de unos 100 km de anchura. 

### Riberas
La ribera occidental es un tramo bastante uniforme y recto, con algunos entrante, y comienza en punta Cartmel y sigue con cabo Beechey, bahía Wrangrel, cabo Frederick VII, bahía Lincoln, cabo Union y un tramo en arco que se abre en dirección norte hasta cabo Sheridan.
La ribera oriental comienza en cabo Lupton y bordea la península Polaris, un corto tramo hasta cabo Summer, y sigue con cabo Brevort, y un tramo recto que se abre en dirección NE hasta cabo Bryant.

## Historia

### La expedición Polaris (1871-73)
La primera expedición que navegó por sus aguas fue una expedición estadounidense, la del barco Polaris dirigida por Charles Francis Hall con la misión de llegar al polo norte. La tripulación, de 25 hombres, incluía al capitán Budington, a George Tyson como navegante, y al doctor Emil Bessels, un médico y naturalista alemán, como jefe del personal científico. Partieron a primeros de julio de 1871, y el Polaris enseguida demostró ser un excelente navío: navegaron en dirección norte por bahía de Baffin, cruzaron las aguas del Smith Sound, cuenca Kane, canal Kennedy, cuenca Hall y se adentraron finalmente por el canal Robeson, alcanzando un nuevo registro de navegación más al norte, 82º11'N en septiembre, casi a las puertas del mar de Lincoln, pero el hielo les impidió seguir. Fue una expedición desgraciada, ya que no consiguieron llegar ni al océano ártico y además, el propio Hall murió misteriosamente.

### La Expedición Ártica Británica (1875-76)
La primera expedición que franqueo totalmente el canal de Robeson fue la Expedición Ártica Británica, cuya misión también era alcanzar el Polo Norte. Estaba dirigida por el capitán de la Royal Navy George Strong Nares al mando del HMS Alert y el HMS Discovery, capitaneado por Henry Stephenson. Nares obtuvo una nueva marca de navegación en aguas más septentrionales de la Tierra y fue el primer occidental que arribó al mar de Lincoln, atravesando completamente los cinco tramos del canal que ahora lleva su nombre, el estrecho de Nares. Hasta ese momento, era una teoría popular que esa ruta conducía a un supuesto mar polar abierto, una región libre de hielo que rodearía el polo, pero Nares sólo encontró allí un páramo de hielo, la banquisa. Nares pasó el invierno de 1875-76 en cabo Sheridan , a bordo del HMS Alert. Esta expedición permitió llegar por vez primera vez a la costa septentrional de la isla de Ellesmere. Una travesía con trineos encabezada por Albert Markham Hastings estableció un nuevo récord de acercamiento al polo, 83°20' N, pero la expedición, en general, fue casi un desastre. Los hombres sufrieron el mal del escorbuto y se vieron obstaculizados por una ropa y equipo inadecuados. Consciente de que sus hombres no podrían sobrevivir otro invierno en el ártico, Nares se retiró precipitadamente hacia el sur con sus dos barcos en el verano de 1876. 
Las expediciones de Robert Peary al Polo Norte de 1905-06 y la definitiva de 1908-09, cruzaron este canal para lanzar el ataque final desde cabo Columbia.